# Euphaedra strasseni
Euphaedra strasseni är en fjärilsart som beskrevs av Schultze 1912. Euphaedra strasseni ingår i släktet Euphaedra och familjen praktfjärilar. Inga underarter finns listade i Catalogue of Life.